# Wright R-1820 Cyclone 9
O Wright R-1820 Cyclone 9 é um motor radial norte-americano, desenvolvido pela Curtiss-Wright, amplamente utilizado em aeronaves durance as décadas de 1930, 40 e 50. Foi produzido sob licença na Espanha como Hispano-Suiza 9V ou Hispano-Wright 9V, como também na União Soviética, denominado Shvetsov M-25.

## Projeto e desenvolvimento
O R-1820 Cyclone 9 representou um desenvolvimento do Wright P-2, motor do ano de 1925. Com um maior deslocamento e várias melhorias, o R-1820 entrou em produção em 1931. O motor permaneceu em produção até a década de 1950.
O R-1820 foi produzido sob licença pela Lycoming, Pratt & Whitney Canada, e também, durante a Segunda Guerra Mundial pela Studebaker. A União Soviética comprou uma licença para o projeto, e a OKB Shvetsov foi formada para transformar as unidades usuais nos Estados Unidos para o sistema métrico, produzindo então o M-25, tendo várias características do R-1820 sido usadas pela Shvetsov em muitos de seus projetos posteriores de motores radiais para a Força Aérea Soviética de 1940 em diante. Na Espanha, o R-1820 era produzido sob licença como Hispano-Suiza 9V ou Hispano-Wright 9V.
O R-1820 era utilizado em muitas aeronaves famosas, incluindo os primeiros aviões comerciais da Douglas (o protótipo DC-1, o DC-2, as primeiras versões civis do DC-3 e o DC-5), todos os Boeing B-17 Flying Fortress da época da guerra, os bombardeiros Douglas SBD Dauntless, as primeiras versões do caça Polikarpov I-16 (como M-25), e o helicóptero Piasecki H-21.
O R-1820 também foi utilizado em carros de combate. A variante G-200 desenvolvia 900 hp a 2.300 rpm e era utilizado no M6 Heavy Tank. O Wright RD-1820 foi convertido para diesel pela Caterpillar Inc. como D-200 e produzia 450 hp a 2.000 rpm no M4A6 Sherman.

## Variantes
R-1820-04
700 hp
R-1820-1
575 hp
R-1820-4
770 hp
R-1820-19
675 hp
R-1820-22
950 hp
R-1820-25
675 hp, 750 hp, 775 hp
R-1820-32
1000 hp
XR-1820-32
800 hp
R-1820-33
775 hp
R-1820-34
940 hp, 950 hp
R-1820-34A
1200 hp
R-1820-40/42
1100 hp, 1200 hp
R-1820-41
850 hp
R-1820-45
800 hp, 930 hp
R-1820-49
975 hp
R-1820-50
850 hp
R-1820-52
1000 hp
R-1820-53
930 hp, 1000 hp
R-1820-56
1200 hp, 1350 hp
R-1820-57
1,060 hp (790 kW)
R-1820-60
1200 hp
R-1820-62
1350 hp
R-1820-66
1,200 hp (895 kW), 1,350 hp (1,007 kW)
R-1820-67/69
1200 hp, equipado com um turbocompressor
R-1820-72W
1350 hp, 1425 hp
R-1820-74W
1500 hp
R-1820-76A,B,C,D
1425 hp
R-1820-77
1200 hp
R-1820-78
700 hp (522 kW), 1100 hp
R-1820-80
700 hp, 1535 hp
R-1820-82WA
1525 hp
R-1820-86
1425 hp
R-1820-97
1200 hp, equipado com um turbocompressor
R-1820-103
1425 hp
SGR-1820-F3
710 hp, 720 hp
SGR-1820-F2
720 hp
R-1820-F53
770 hp
R-1820-F56
790 hp
GR-1820-G2
1000 hp
R-1820-G3
840 hp
R-1820-G5
950 hp
R-1820-G101
1100 hp
R-1820-G102
775 hp
GR-1820-G102A
1100 hp
R-1820-G102A
1100 hp
R-1820-G102A
1100 hp
R-1820-G202A
1200 hp
R-1820-G103
1000 hp
R-1820-G105
1000 hp
R-1820-G205A
1200 hp
Notas: Números de unidade terminando em W indicam que eram equipadas com sistemas de potência de emergência com água-metanol.

### Hispano-Suiza 9V
O Hispano-Suiza 9V é uma versão produzida sob licença do R-1820.
Hispano-Suiza 9Vr9V com caixa de redução
Hispano-Suiza 9Vb
Hispano-Suiza 9Vbrvariante do 9Vb com caixa de redução
Hispano-Suiza 9Vbrsvariante do 9Vb com caixa de redução e turbocompressor
Hispano-Suiza 9Vbsvariante do 9Vb com turbocompressor
Hispano-Suiza 9Vdvariante do 9V
Hispano-Suiza 9V-10575 hp com hélice de passo fixo
Hispano-Suiza 9V-11igual ao -10 mas com rotação para a direita
Hispano-Suiza 9V-16650 hp com hélice de passo variável, rotação para a esquerda
Hispano-Suiza 9V-17igual ao -16 mas com rotação para a direita

## Aplicações

### Aeronaves
- Bloch MB.221
- Boeing B-17 Flying Fortress
- Boeing 307
- Brewster Buffalo
- Curtiss AT-32-A Condor
- Curtiss SBC-4 Helldiver
- Curtiss P-36 Mohawk
- Curtiss SC Seahawk
- Curtiss-Wright CW-21
- Douglas A-33
- Douglas B-18 Bolo
- Douglas DC-2
- Douglas DC-3 (DST, G-102 and G-202)
- Douglas Super DC-3, R4D-8 / C-117
- Douglas DC-5
- Douglas DF Wright SGR-1820G-2
- Douglas SBD
- FMA AeMB.2 Bombi
- General Motors FM-2 Wildcat
- Grumman TF-1 / C-1 Trader
- Grumman E-1
- Grumman FF
- Grumman F3F
- Grumman XF5F
- Grumman XP-50
- Grumman HU-16 Albatross
- Grumman J2F Duck
- Grumman S-2
- Lockheed Model 14 Super Electra
- Lockheed L-18 Lodestar
- Lockheed Hudson
- Martin B-10
- North American NA-44
- North American O-47
- North American P-64
- North American T-28B/C/D Trojan
- Northrop YC-125 Raider
- Piasecki H-21
- Polikarpov I-16
- Ryan FR Fireball
- Sikorsky S-58/HUS/HSS/H-34

### Veículos
- Carro de combate M4A6
- Carro de combate M6 heavy tank

## Motores em exibição

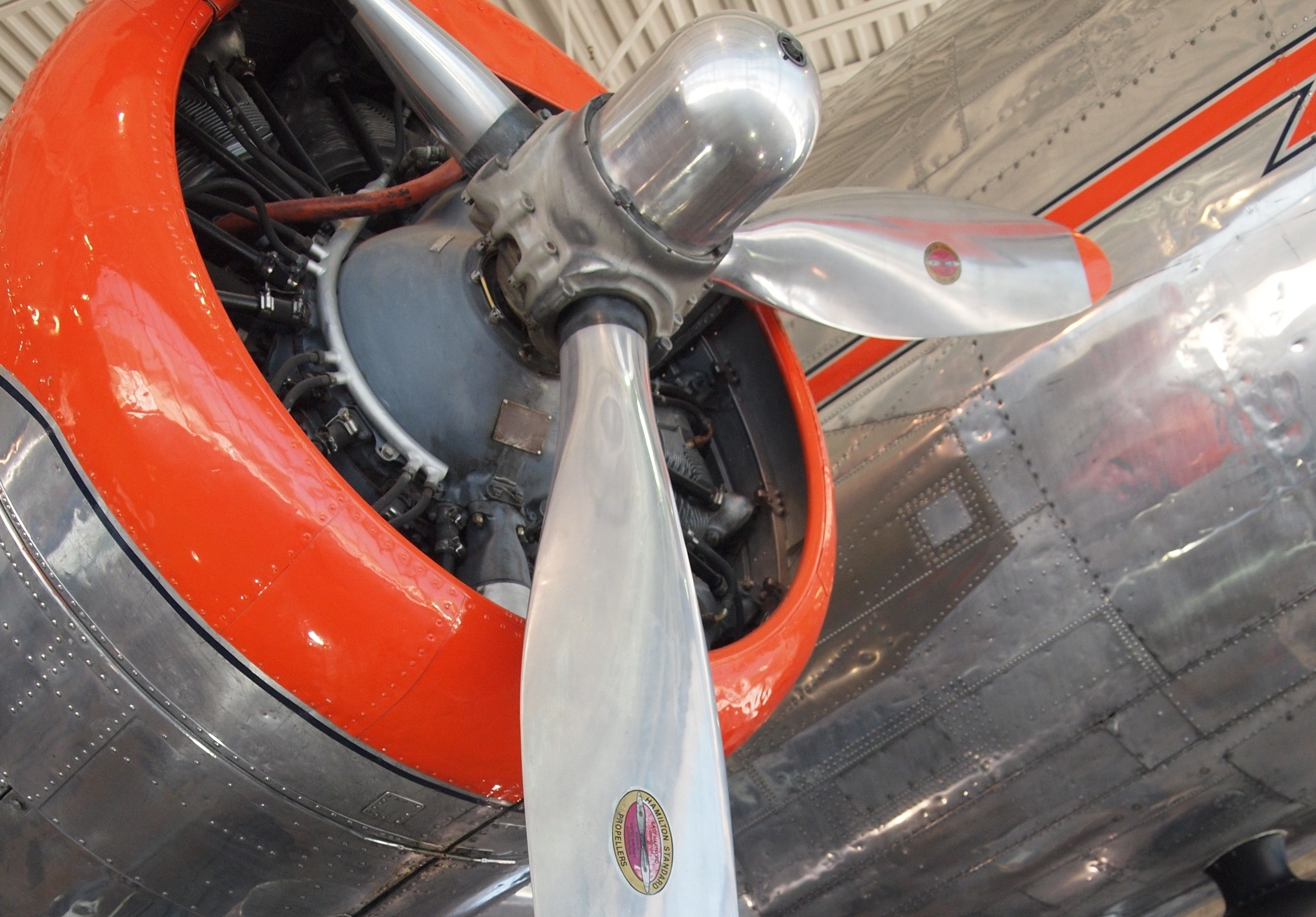
Wright R-1820 Cyclone 9 de um Douglas DC-3 restaurado "Flagship Knoxville" no Museu da American Airlines C.R. Smith

Alguns motores Wright R-1820 preservados estão em exibição nos seguintes museus:
- Museu da American Airlines C.R. Smith
- Museu da Frota da Armada Aérea
- Museu do voo da Delta
- Museu do Ar e Espaço
- Museu Nacional da Força Aérea dos Estados Unidos